# Скольо, Франко
Франческо «Франко» Скольо (итал. Francesco "Franco" Scoglio; 2 мая 1941, Липари — 3 октября 2005, Генуя) — итальянский футбольный тренер, работавший со множеством итальянских клубов и сборными Туниса и Ливии.

## Биография
Франческо Скольо родился в Липари, в провинции Мессина (Италия).
Прозванный «Профессором» (итал. Il Professore) благодаря своей преподавательской деятельности (он окончил педагогический факультет), Скольо никогда не играл на высшем уровне. Карьеру тренера он начал в 1972 году в одной из молодёжных команд клуба «Реджина», затем продолжил работу в любительских командах и клубах Серии C на Сицилии и в Калабрии («Джиоэзе», «Мессина», «Ачиреале Кальчо», «Акрагас»). Именно Скольо раскрыл великий потенциал Сальваторе Скиллачи, одного из ключевых игроков во вторую эпоху работы Скольо в «Мессине».
Однако наиболее известен Скольо по работе в клубе «Дженоа» — первом клубе, который он тренировал. В последующих клубах он добавился также успехов, но его часто увольняли ещё до конца сезона. Он тренировал также сборные Туниса и Ливии, причём тунисцы под его руководством дошли до полуфинала Кубка африканских наций 2000 года. Его последний тренерский опыт пришёлся на 2002—2003 годы в «Наполи» и был крайне неудачным.
В дальнейшем Скольо работал ведущим футбольных программ итальянского телевидения и сотрудничал с телеканалом «Аль-Джазира» как технический эксперт, рассказывавший об итальянском чемпионате.

## Смерть
3 октября 2005 года Скольо на региональном телеканале Генуи долго и упорно дискутировал с президентом клуба «Дженоа» Энрико Прециози. Когда Прециози отвечал на один из каверзных вопросов Скольо, тот потерял сознание и сполз в кресло. От случившегося сердечного приступа тренер скоропостижно скончался. Говорят,[кто?] что он предсказал свою смерть, заявив: «Я умру, говоря о „Дженоа“» (итал. Morirò parlando del Genoa).

## Память
В 2016 году решением властей Мессины, где родился Скольо, стадиону «Сан-Филиппо», на котором играет клуб «Мессина», было присвоено имя Франческо Скольо.